# Bentley R-type

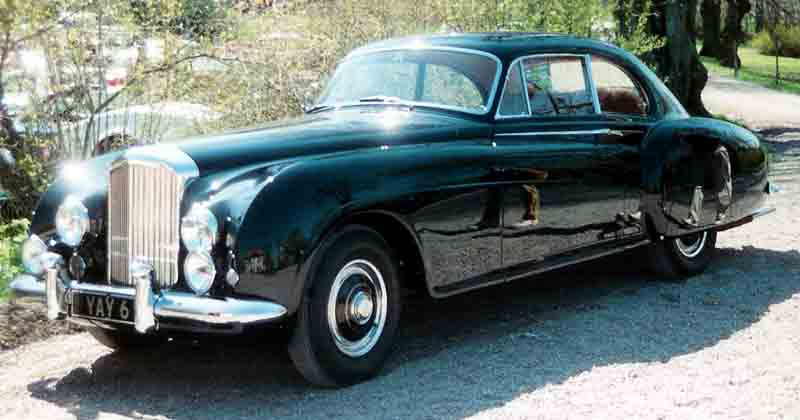
R-type Continental

Bentley R-type är en personbil, tillverkad av den brittiska biltillverkaren Bentley mellan 1952 och 1955.

## R-type
R-type ersatte Mark VI från 1952. Bilen skilde sig från föregångaren främst genom att bagageutrymmet byggts ut för större volym.

## Continental
Efter att ha ägnat två decennier åt att bygga mindre och billigare versioner av Rolls-Royce-bilar, fick Bentley en egen modell 1952 som bättre svarade upp till traditionerna från tjugotalet. Den nya Continental var en stor gran turismo-vagn, avsedd för snabba och komfortabla resor tvärs över kontinenter.
Chassit kom från R-type och motorn hade vässats för högre effektuttag. Den stora coupé-karossen från H J Mulliner, var byggd i aluminium för att hålla nere vikten.

## Tillverkning
| Modell      | Antal |
| ----------- | ----- |
| R-type      | 2 320 |
| Continental | 207   |